# Callistochiton pulchrior
Callistochiton pulchrior is een keverslakkensoort uit de familie van de Callistoplacidae. De wetenschappelijke naam van de soort is voor het eerst geldig gepubliceerd in 1893 door Carpenter MS, Pilsbry.